# Asilus morio
Asilus morio är en tvåvingeart som först beskrevs av Carl von Linné 1758.  Asilus morio ingår i släktet Asilus och familjen rovflugor. Inga underarter finns listade i Catalogue of Life.